# 川越唯
川越唯（日语：川越ゆい，1993年8月8日—），日本AV女優。所屬事務是ARMプロモーション。

## 個人簡歷
出身於埼玉縣。經過非裸情色的寫真偶像活動後，於2013年在AV界出道，扮演蘿莉系AV女優。
2014年10月11日在東洋ショー劇場當脫衣舞孃。 
2019年被選為電影『桃源郷的娘』的角色，並在「ゆうばり国際ファンタスティック映画祭2019」中上映。

## 外部連結
- 川越ゆい@AV女優的X（前Twitter）
- YouTube上的「ごえTUBE」AV女優 『川越ゆい』Officialちゃんねる頻道